# 윌리엄 C. 고거스
윌리엄 크로퍼드 고거스 KCMG (1854년 10월 3일 – 1920년 7월 3일)는 미국 육군 군의관이자 제22대 미국 육군 위생감 (1914년–1918년)이었다. 그는 플로리다, 아바나 그리고 파나마 운하에서 황열과 말라리아를 옮기는 모기를 통제하여 이 질병들의 전염을 억제한 공로로 가장 잘 알려져 있으며, 이를 위해 쿠바인 의사 카를로스 핀라이가 발견한 내용을 활용했다. 처음에는 핀라이의 전략이 상당한 회의론과 그러한 위생 조치에 대한 반대에 부딪혔다. 그러나 고거스가 파나마 운하 지대 위생 위원회장으로서 시행한 조치들은 수천 명의 생명을 구하고 운하 건설의 성공에 기여했다.
그는 조지주의자였으며, 헨리 조지의 인기 있는 '단일세'를 채택하는 것이 위생적인 생활 조건을, 특히 빈곤층에게, 가져올 수 있는 방법이라고 주장했다.

## 어린 시절과 교육
앨라배마주 툴민빌에서 태어난 고거스는 조시아 고거스와 아멜리아 게일 고거스의 여섯 자녀 중 첫째였다. 그의 외조부모는 주지사 존 게일과 일기 작가인 새러 앤 헤인스워스 게일이었다.
더 유니버시티 오브 더 사우스와 벨뷰 병원 의과 대학에서 공부한 후, 고거스 박사는 1880년 6월 미 육군 의무대에 임명되었다.

## 군 경력

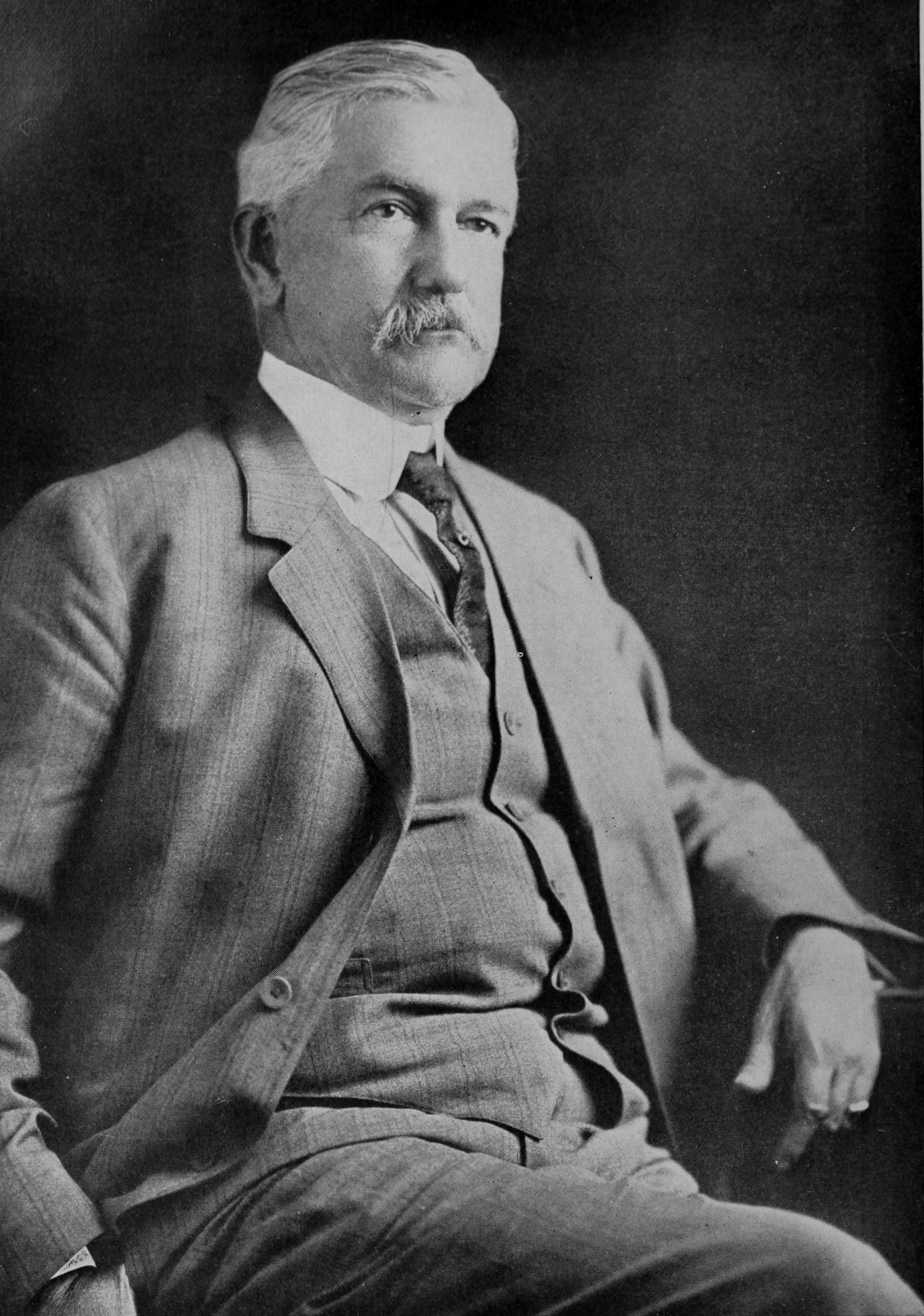
c. 1920

그는 텍사스주에 있는 세 곳의 기지, 즉 클라크 요새, 포트 던컨, 그리고 브라운 요새에 배치되었다. 그는 황열 유행을 통제하기 위해 브라운 요새 (1882년–84년)로 파견되었다. 그의 환자 중 한 명은 거의 사망할 뻔했던 마리 쿡 더그티였다. 그녀를 돌보는 과정에서 그 자신도 병에 걸렸다. 둘 다 함께 회복했고, 회복 기간 동안 사랑에 빠져 곧 결혼했다. 질병에서 회복한 후, 둘 다 평생 면역력을 얻었으며, 그 결과 다른 황열 발생 지역에 배치되었다.
1898년, 미국-스페인 전쟁 종전 후, 고거스는 아바나의 위생 책임자로 임명되어 로버트 어니스트 노블과 함께 황열과 말라리아를 박멸하기 위해 노력했다. 고거스는 쿠바인 의사 카를로스 핀라이의 통찰력에 많은 기반을 둔 육군 의사 월터 리드 소령의 중요한 연구를 활용하여 황열의 모기 전파를 증명했다. 그는 이집트숲모기 서식지인 연못과 늪을 배수하고 황열 환자를 스크린이 있는 서비스실에 격리하는 노력을 통해 아바나의 환자 수가 1년 안에 784명에서 0명으로 급감했다.
운하 프로젝트의 위생 책임자로서 고거스는 연못과 늪 배수, 훈증 소독, 모기장 사용, 공공 상수도 시스템 건설 등 광범위한 위생 프로그램을 실행했다. 이러한 조치들은 파나마 운하 건설을 가능하게 하는 데 결정적인 역할을 했다. 이는 건설 프로젝트에 참여한 수천 명의 노동자들 사이에서 황열과 말라리아(1898년에도 모기에 의해 전파된다는 것이 밝혀졌다)로 인한 질병을 크게 예방했기 때문이다.
고거스는 1909년부터 1910년까지 미국의사협회 회장을 역임했다. 그는 1914년에 육군 위생감으로 임명되었다. 같은 해, 고거스와 조지 워싱턴 괴탈스는 국립과학원으로부터 초대 공공복지 훈장을 수상했다.
고거스는 1918년 의무 은퇴 연령인 64세에 도달하여 육군에서 은퇴했다.

## 개인 생활
그는 신시내티 출신의 마리 쿡 더그티 (1862–1929)와 결혼했다. 그는 그녀와 함께 알링턴의 알링턴 국립묘지에 묻혀 있다.

## 사망 및 유산
- 그는 1920년 7월 3일 영국 퀸 알렉산드라 군 병원에서 사망하기 직전에 조지 5세 국왕으로부터 명예 기사 작위 (KCMG)를 받았다.[11] 그는 세인트 폴 대성당에서 특별 장례식을 치렀다.[12]

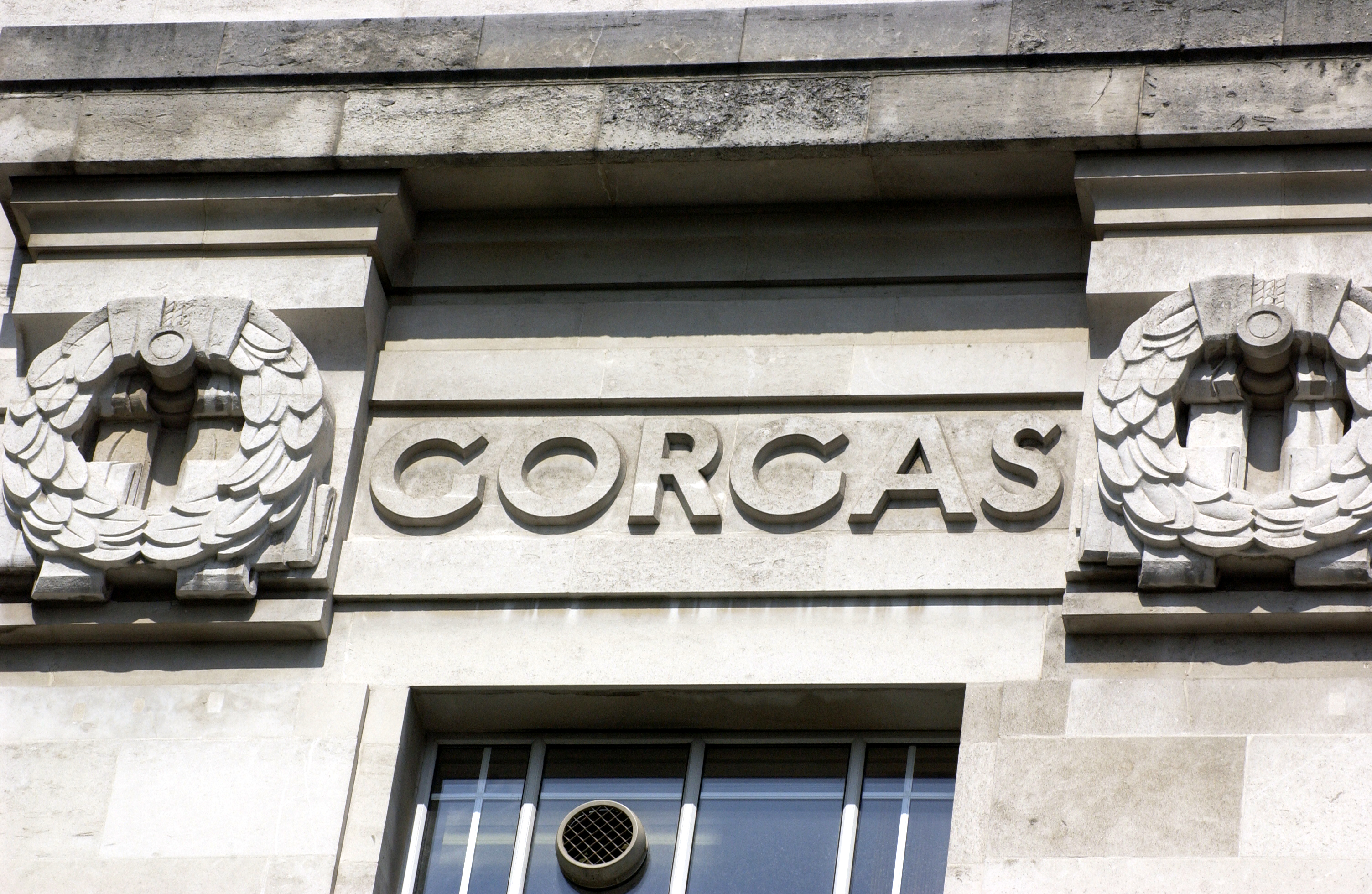
LSHTM 프리즈에 새겨진 윌리엄 C. 고거스 이름

- 고거스의 이름은 런던 위생 열대의학 대학원의 프리즈에 새겨져 있다. 1926년 케펠 스트리트에 학교 건물이 건설될 때 공중 보건 및 열대의학 선구자 23명의 이름이 학교 건물에 새겨지도록 선택되었다.[13]
- 고거스, 앨라배마주는 그의 이름을 따서 명명되었다.[14]

## 수상 및 영예

### 군사상
- 육군 근무 공로 훈장[15]
- 스페인 전역 훈장
- 쿠바 점령군 훈장
- 승리 훈장

### 기타 영예
- 미국철학학회 선출 회원[16]
- 공공복지 훈장 – 미국국립과학원[17]
- 미국 예술 과학 아카데미 선출 회원[18]
- 성 마이클 및 성 조지 훈장 명예 기사 사령관 (KCMG) (영국)

## 유산

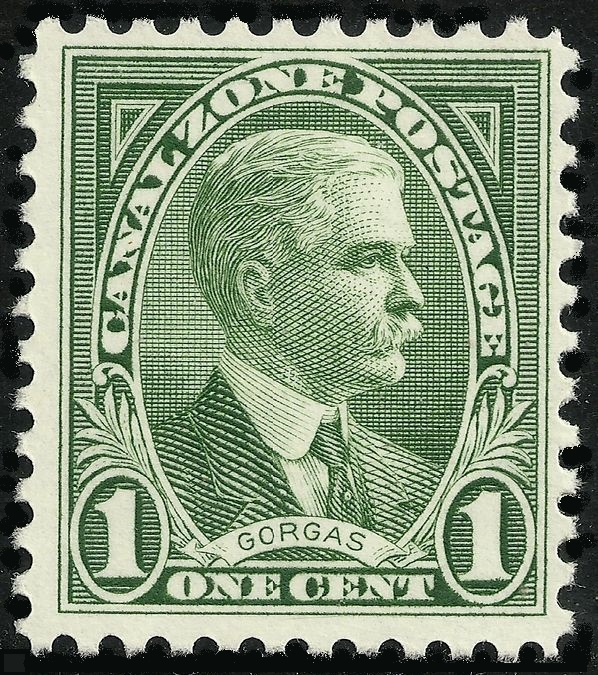
파나마 운하 우표에 기념된 윌리엄 C. 고거스 소장

- 파나마에서 고거스 연구소를 운영했던 고거스 기념 열대 및 예방 의학 연구소 주식회사 (GMITP)는 1921년에 설립되었으며 고거스 박사의 이름을 따서 명명되었다. 1990년에 의회 자금 지원이 중단되면서 GMITP는 폐쇄되었다. 이 연구소는 1992년에 앨라배마 대학교로 이전하여 열대의학 분야의 연구, 서비스 및 교육 전통을 이어가고 있다. 임상 열대의학 고거스 과정은 페루 리마의 페루 카예타노 헤레디아 대학교와 공동으로 앨라배마 대학교 의과대학이 후원한다.
- 고거스 병원은 파나마에 있는 미 육군 병원으로, 이전에는 안콘 병원으로 알려졌으며 1928년에 고거스 박사의 이름을 따서 명명되었다. 현재 파나마에서 소유 및 운영하며, 국립 종양학 연구소, 파나마 보건부 및 대법원이 위치해 있다.
- 1947년에 고거스 과학 재단이 텍사스 사우스트모스트 대학 (이전 브라운 요새 부지)에 설립되었다. 이 재단은 전 세계적으로 보존 및 생태 과학 연구 프로젝트를 지원한다.
- 고거스 메달은 미국 군의관 협회 (AMSUS)에서 수여한다.
- 1953년에 윌리엄 C. 고거스는 앨라배마 명예의 전당에 헌액되었다.
- 아멜리아 게일 고거스 도서관과 고거스 부모님의 마지막 집인 고거스 하우스는 앨라배마 대학교 캠퍼스에 위치하며 고거스 가족을 기리기 위해 명명되었다.[19]
- 텍사스 사우스트모스트 대학에는 그의 이름을 딴 고거스 홀이 있다. 이 대학의 캠퍼스는 이전 브라운 요새 부지에 위치해 있다.
- 앨라배마 파워 컴퍼니는 1920년대에 패리시 근처 블랙 워리어 강에 있는 워리어 리저브 증기 발전소를 고거스의 이름을 따서 개명했다. 고거스는 이전 10년간 레이 댐 수력 발전소 근처의 모기 매개 질병에 대한 소송에서 발전회사를 위해 증언했다.[20] 이 석탄 화력 발전소는 2019년 4월에 폐쇄되었다.
- 독일 상업 여객선-화물선 SS 프린츠 지기스문트는 연합국 편으로 제1차 세계 대전에 참전한 후 미국에 압류된 뒤, 제너럴 W. C. 고거스 (고거스 박사의 이름을 따서 명명됨)라는 이름으로 오랫동안 미국에서 운항했다. 이 선박은 파나마 철도 회사가 소유했으며 1917년부터 1919년까지는 SS 제너럴 W. C. 고거스라는 이름으로 상업 운항에 사용되었고, 1919년부터 1941년까지는 제1차 세계 대전 이후 미국 해군 병력 수송선 USS 제너럴 W. C. 고거스로, 제2차 세계 대전 중인 1941년부터 1945년까지는 미 육군 수송선 USAT 제너럴 W. C. 고거스로 사용되었다.
- 고거스 쌀쥐 (Oryzomys gorgasi)는 1971년에 고거스의 이름을 따서 명명된 남아메리카 설치류이다.
- 파나마 라틴 대학교 (Universidad Latina de Panama)는 고거스를 기려 보건 과학 학부 이름을 고거스 박사 보건 과학 학부 (Facultad de ciencias de la salud Dr. William C. Gorgas)로 명명했다.
- 캘리포니아주 샌프란시스코의 프레시디오에는 고거스 애비뉴가 있다.[21]
- 서배니 - 더 유니버시티 오브 더 사우스의 고거스 홀은 그의 이름을 기려 명명되었으며, 2022년 칼리지 재규어에 의해 서배니에서 최악의 기숙사로 평가되었다
- 1984년에 "윌리엄 C. 고거스 소장 클리닉"이 앨라배마주 모바일 노스 바이유 스트리트 251번지에 위치한 모바일 카운티 보건부의 일부로 헌정되었다
- 고거스의 서류는 베세즈다, 메릴랜드주의 국립의학도서관에 보관되어 있다.[22]
- 버지니아주 포트 마이어에는 고거스 로드가 있다.[23]

## 같이 보기
- 파나마 운하 건설 중 보건 조치
- 파나마 운하 우표 및 우편 역사
- 위생 시설
- 매개체 통제
- 열대병
- 미아즈마론

## 추가 문헌

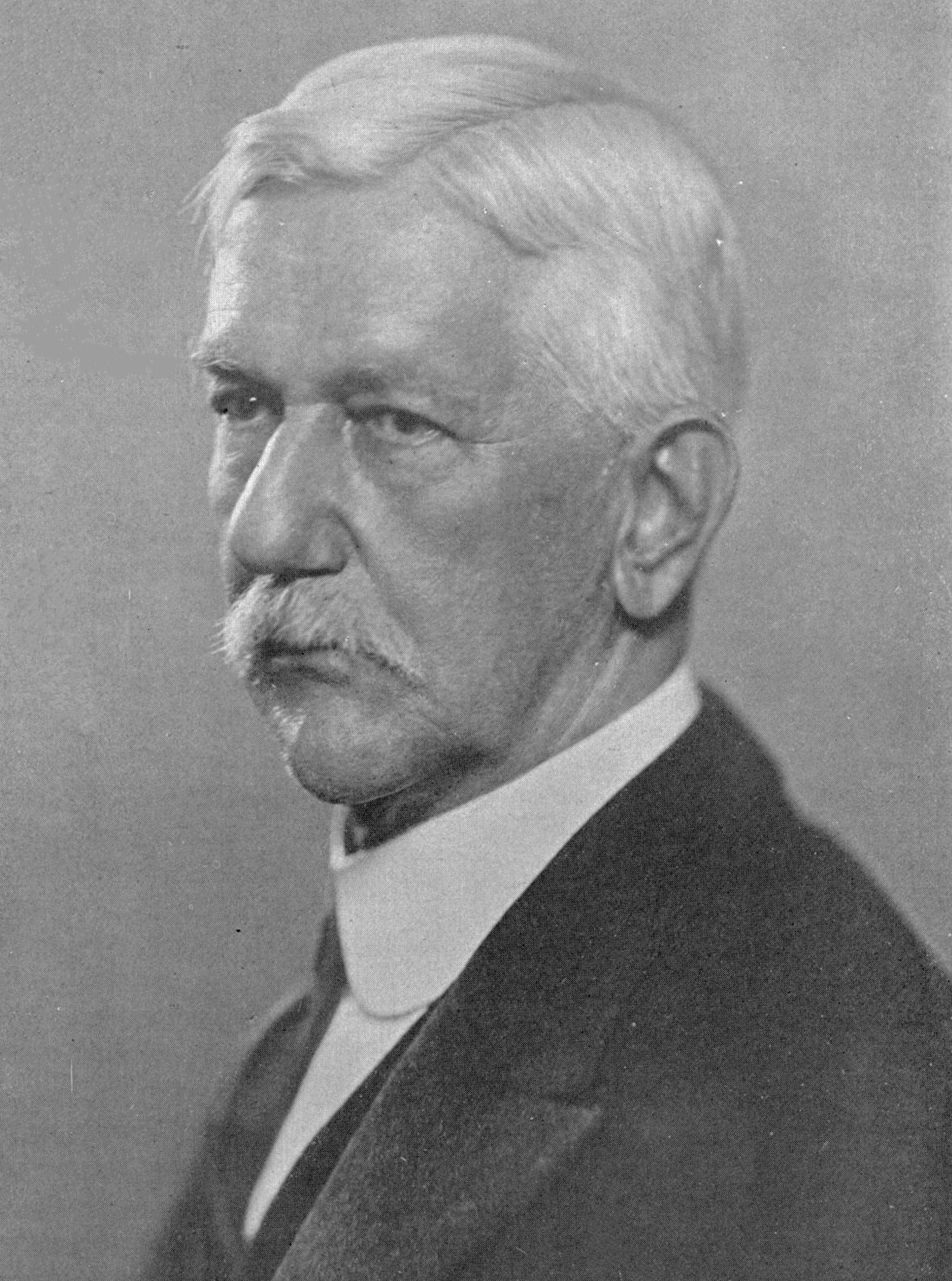
1920년 사이언티픽 먼슬리 부고 기사에 실린 고거스 사진

- Ashburn, P.M., History of the Medical Department of the U.S. Army, 1929.
- Gibson, John M., Physician to the World: The Life of General William C. Gorgas, Durham, North Carolina: Duke University Press, 1950.
- Gorgas, Marie and Burton J. Hendrick, William Crawford Gorgas: His Life and Work, New York: Doubleday, 1924.
- McCullough, David (1977). 《바다 사이의 길: 파나마 운하의 건설 1870-1914》. 뉴욕: Simon & Schuster. ISBN 0671244094.
- Mellander, Gustavo A., Mellander, Nelly, Charles Edward Magoon: The Panama Years. Río Piedras, Puerto Rico: Editorial Plaza Mayor. ISBN 1-56328-155-4. OCLC 42970390. (1999)
- Mellander, Gustavo A., The United States in Panamanian Politics: The Intriguing Formative Years." Danville, Ill.: Interstate Publishers. OCLC 138568 (1971)
- Phalen, James M., "Chiefs of the Medical Department, U.S. Army 1775–1940, Biographical Sketches," Army Medical Bulletin, No. 52, April 1940, pp. 88–93.
- Wilson, Owen (July 1908). 《열대 지방의 정복: 고거스 대령의 파나마 위생 작업이 아름다운 열대 거주 가능성을 어떻게 입증했는가》. 《월즈 워크: 우리 시대의 역사》 XVI. 10432–10445쪽. 2009년 7월 10일에 확인함.
- Endorsements, Resolutions and other Data in Behalf of the Nomination of Dr. William Crawford Gorgas for Election to the New York Hall of Fame for Great Americans, 2 vols., Birmingham: Gorgas Hall of Fame Committee, 1950.

부고:
- 《윌리엄 크로퍼드 고거스》. 《더 사이언티픽 먼슬리》 11. 1920. 187–190쪽. Bibcode:1920SciMo..11..187.
- Ireland, M.W. (1920). 《윌리엄 C. 고거스 장군》. 《사이언스》 52. 54쪽. Bibcode:1920Sci....52...53I. doi:10.1126/science.52.1333.53. PMID 17736545.
- Martin, Franklin H. (1923). 《윌리엄 크로퍼드 고거스》. 《외과, 부인과 및 산과》 10월. 546–558쪽.
- Noble, R.E. (1921). 《윌리엄 크로퍼드 고거스》. 《미국 공중 보건 저널》 11. 250–256쪽. doi:10.2105/ajph.11.3.250. PMC 1353777. PMID 18010462.
- Siler, J.F. (1922). 《윌리엄 크로퍼드 고거스 소장》. 《미국 열대의학 저널》 1. 161–171쪽. doi:10.4269/ajtmh.1922.s1-2.2.161.